# Manuel João Vieira
Manuel João Gonçalves Rodrigues Vieira (Lisboa, 17 de outubro de 1962) é um músico, pintor e professor português.
É o filho mais velho do pintor português João Rodrigues Vieira e estudou na Escola Superior de Belas Artes de Lisboa.
Foi membro do movimento homeostético, em conjunto com Pedro Proença, Pedro Portugal, Ivo Silva, Xana e Fernando Brito.
É atualmente professor na Escola Superior de Artes e Design de Caldas da Rainha, integrada no Instituto Politécnico de Leiria.
Fundador e vocalista das bandas Ena Pá 2000, Irmãos Catita e Corações de Atum, criou e encarnou diversas personagens em palco, como Lello Universal, Lello Minsk, Lello Marmelo, Élvis Ramalho, Orgasmo Carlos, Catita, entre outros. Em 2008, uma sua biografia fictícia foi alvo de uma série de seis episódios, intitulada Mundo Catita, tendo sido transmitida em na RTP2. A série foi editada em DVD em 2009 e,exibida na SIC Radical em dezembro de 2010.
Foi um dos proprietários do Cabaret Maxime, junto à Avenida da Liberdade, em Lisboa.
Anunciou a sua candidatura a Presidente da República Portuguesa em 2011 e em 2016.
É o actual proprietário do bar Titanic sur Mer no Cais do Sodré.

## Publicações
- Só desisto se for eleito, Artemágica, 2004, Lisboa
- 6=0, Ed. Museu de SERRALVES, 2004, Porto
- Pandemos, Assírio & Alvim/Fundação Carmona e Costa
- Portugal Alcatifado – canções anormais, Ed. &Etc., Lisboa

## Filmografia
- O Sangue (1989)
- Perdidos e Achados (1991)
- Capitães de Abril (2000)
- No Mundo Catita (2008)
- Filme do Desassossego (2010)
- Eclipse em Portugal (2014)
- Capitão Falcão (2015)